# Бріанна Тросселл
Бріанна Тросселл (англ. Brianna Throssell, 10 лютого 1996) — австралійська плавчиня.
Учасниця Олімпійських Ігор 2016 року.
Чемпіонка світу з водних видів спорту 2019 року, призерка 2017 року.
Переможниця Ігор Співдружності 2018 року.